# Đảo Sea Lion

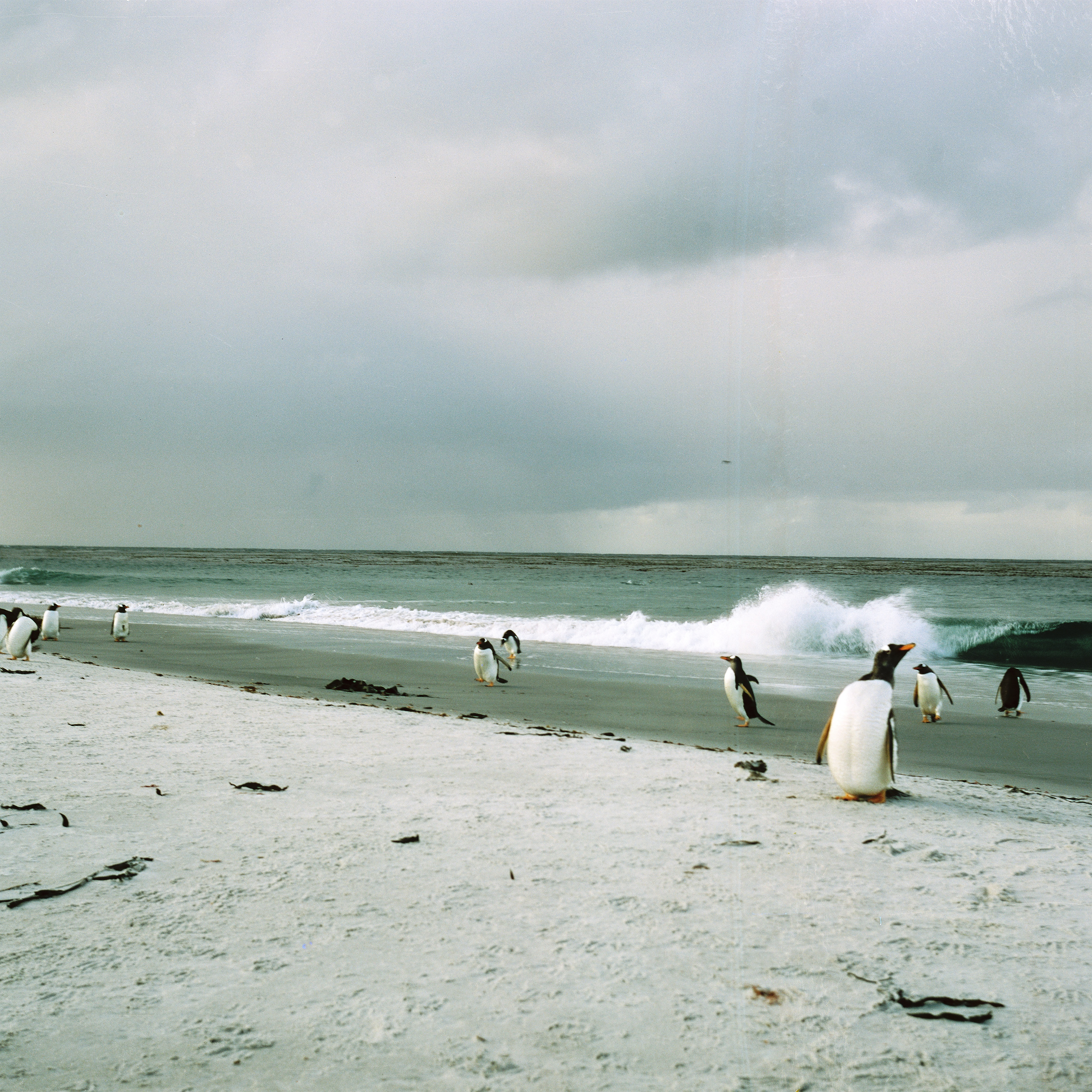
Đảo Sea Lion

Đảo Sea Lion (tiếng Tây Ban Nha: Isla de los Leones Marinos), là hòn đảo lớn nhất trong nhóm đảo Sea Lion (Sea Lion Group) của quần đảo Falkland. Nó có diện tích 9,05 km2 (3,49 dặm vuông) và nằm cách Lafonia (Đông Falkland) 14,2 km về phía đông Nam.

## Địa lý
Đảo Sea Lion có chiều dài từ đông sang tây 7,8 km, chỗ rộng nhất trên đảo đạt 2,3 km.
Điểm cao nhất là Bull Hill, cao 46 mét (151 ft).
Địa chất là chủ yếu là đá sa thạch và đá bùn, từ khoảng 250 triệu năm trước. Một số hóa thạch nhỏ đã được tìm thấy.

## Trích nguồn
- Stonehouse, B (ed.) Encyclopedia of Antarctica and the Southern Oceans (2002, ISBN 0-471-98665-8)

## Liên kết
- Sealionisland.com
- Falkland Islands, including Sea Lion island section Lưu trữ ngày 6 tháng 12 năm 2006 tại Wayback Machine
- Pictures from Sea Lion Island
- Long term study of Sea Lion Island elephant seals
- Wildlife images from Sealion Island Lưu trữ ngày 5 tháng 6 năm 2010 tại Wayback Machine